# Hans F. Rothert
Hans F. Rothert (* 7. April 1936 in Eylau (Ostpreußen)) ist ein deutscher Historiker und wissenschaftlicher Bibliothekar.

## Leben
Rothert wuchs in Heide in Dithmarschen auf. Er studierte Geschichte und Romanistik an den Universitäten in Kiel, Saarbrücken und Lille. Nach der Promotion in Kiel wurde Rothert Assistent am Historischen Seminar, bevor er 1968 an die Schleswig-Holsteinische Landesbibliothek wechselte. Dort wirkte er bis zu seinem Ruhestand 2001 über 30 Jahre als wissenschaftlicher Bibliothekar und Vertreter des Bibliotheksleiters.
Als Historiker bekleidete Rothert im Laufe der Jahrzehnte zahlreiche Ehrenämter, in denen er vielfach für die Gesellschaft für Schleswig-Holsteinische Geschichte (GSHG) aktiv war. Damit setzte er die Tradition einer engen Zusammenarbeit von Landesbibliothek und GSHG fort, für die vor ihm die Direktoren der Bibliothek gewirkt hatten. Zu seinen Tätigkeiten zählt u. a. ab 1976 die redaktionelle Arbeit für die Zeitschrift der Gesellschaft für Schleswig-Holsteinische Geschichte, ab 1983 die Mitarbeit in der Redaktion des Biographischen Lexikons für Schleswig-Holstein und Lübeck, das er in die Verantwortung der Landesbibliothek überführte. Von 1983 bis 1995 gehörte Rothert dem Vorstand der GSHG an, die ihn 2001 zu ihrem Ehrenmitglied ernannte. Von seiner Arbeit insgesamt sind, so wurde resümiert, „belebende Impulse auf die landesgeschichtliche Forschung ausgegangen.“

## Veröffentlichungen (Auswahl)
- Die Anfänge der Städte Oldenburg, Neustadt und Heiligenhafen. Wachholtz, Neumünster 1970 (Quellen und Forschungen zur Geschichte Schleswig-Holsteins, ISSN 0173-0940, Bd. 59) (Zugleich Kiel, Univ., Diss., 1966)
- (als Herausgeber) Kieler Lebensläufe aus sechs Jahrhunderten. Wachholtz, Neumünster 2006, ISBN 3-529-02749-9 (Sonderveröffentlichungen der Gesellschaft für Kieler Stadtgeschichte, Bd. 55).
- Schleswig-Holsteinische Münzen und Medaillen u. a. aus Chr. Langes Sammlung. Vom 17.4. bis 13.5.1984, Schauenburgerhalle, Schloß. Schleswig-Holsteinische Landesbibliothek, Kiel 1984 (Veröffentlichung der Landesbibliothek ZDB-ID 23678690, Bd. 13).
- (mit Manfred Jessen-Klingenberg und Jörn-Peter Leppien) Das Problem Idstedt. Alexander Scharff zum 75. Geburtstag. In: Grenzfriedenshefte, Heft 3, 1979, S. 140–152.
- (Mit Manfred Jessen-Klingenberg, Jörn-Peter Leppien): Gedanken zu Aufgaben und Verantwortung des Landeshistorikers. In: Mitteilungen der Gesellschaft für Schleswig-Holsteinische Geschichte 12 (1982), S. 34–38.
- Das Kooperationsabkommen zwischen der Universität Kopenhagen und der Christian-Albrechts-Universität zu Kiel. In: Grenzfriedenshefte. 1988, Heft 2, ISSN 1867-1853, S. 90–95.
- Über die Anfänge Plöns. In: Zeitschrift der Gesellschaft für Schleswig-Holsteinische Geschichte 113 (1988), ISSN 0072-4254, S. 33–44 (online).
- Die Erwerbung des regionalen Schrifttums. In: Erwerbung in Öffentlichen und Wissenschaftlichen Bibliotheken. Referate einer Fortbildungsveranstaltung. Hrsg. von Ulla Usemann-Keller. Deutsches Bibliotheksinstitut, Berlin 1985, ISBN 3-87068-843-2, S. 89–103.